# 八幡神社 (高山市久々野町小屋名)
八幡神社（はちまんじんじゃ）は、岐阜県高山市久々野町小屋名（旧・大野郡久々野町小屋名）に鎮座する神社（八幡宮）。
「小屋名の杜」「小屋名八幡神社」とも称す。

## 概要
創建時期は不詳。元久年間創建の説がある。一時荒廃したが、文永四年（1267年）に近隣に来迎寺が創建されたさいに再興する。至徳三年（1386年）には現在の高山市久々野町辻の八幡神社を分祀する。
永正年間に三木直頼により再興される。三木自綱により飛騨国益田郡郡中三大社（小屋名八幡、塚田八幡、久津八幡）の一つとして崇敬される。
江戸時代は小屋名八幡三社大権現とも称する。
1871年（明治4年）に郷社となり、1947年（昭和22年）岐阜県神社庁より銀幣社の指定を受ける。

## 主祭神
- 八幡大神

## 文化財
- 小屋名八幡神社本殿（高山市指定文化財）[6]。